# Lotte de Beer
Lotte de Beer (11 augustus 1981) is een Nederlands operaregisseur. Zij werkte onder andere in Nederland, Duitsland, Oostenrijk en Denemarken. Ze wordt gezien als een vernieuwer van het operagenre. In 2020 werd bekend, dat De Beer met ingang van het seizoen 2022/23 is benoemd tot artistiek directeur van de Wiener Volksoper in Wenen. Zij is de eerste vrouw die deze functie gaat bekleden.

## Biografie
Lotte de Beer groeide op in het Zuid-Limburgse Mheer. Ze studeerde eerst zang en piano aan het Conservatorium Maastricht, maar stapte daarna over naar de Toneelacademie Maastricht om acteerlessen te volgen. Vervolgens studeerde ze af aan de Academie voor Theater en Dans in Amsterdam in de richting regie. Na haar studie, in 2009, won ze de Ton Lutz Award als beste aankomende regisseur voor haar regie van Hauptling Abendwind/Vent du Soir.
Na haar afstuderen werkte De Beer als regieassistente aan enkele grote producties bij De Nationale Opera, waarvan twee samen met Pierre Audi, en een bij De Nieuwe Opera Academie met Javier Lopez Pinon. In 2006 werkte ze samen met de Duitse operaregisseur Peter Konwitschny, die haar vervolgens uitnodigde voor een mentoraat. Ze werkte met hem in Zweden, Japan en Oostenrijk. Daarna werkte ze voor vele Nederlandse en Europese operahuizen.
In december 2017 deed ze voor Bayerische Staatsoper de regie van Puccini's Il Trittico, door kenners omschreven als een "berucht lastige triptiek". De geslaagde opvoering wordt gezien als haar internationale doorbraak en tevens als de eerste keer dat een Nederlandse operaregisseur in een Europees operahuis van topniveau werkt.
Naast grootschalige producties bij bekende operahuizen, werkt De Beer met haar eigen Amsterdamse operagezelschap Operafront (opgericht in 2010) aan kleinschalige, experimentele opera's op bijzondere locaties. Lotte de Beer is als jonge operaregisseur geïnteresseerd in het vernieuwen van het genre om zo een nieuw, jong publiek aan te spreken en de opera als kunstvorm toekomst te geven. Dat doet ze door met een eigentijdse blik naar klassieke opera's te kijken. Daarnaast zoekt ze actief een jonger publiek op door opera's te laten zien op ongebruikelijke plekken. Een voorbeeld is La Traviata Remixed, een moderne bewerking van La traviata van Verdi die onder andere te zien was op muziekfestival Lowlands in 2016.
Een jaar later, in 2021 werd zij benoemd tot lid van de Akademie van Kunsten.

## Lijst van operaregies
- Agamemnon in dubio - Theaterschool (juni 2005)
- Medea - Theaterschool
- Romeo and Julia - Noord Nederland Toneel
- Clara S - Oper Leipzig (2007)
- Hauptling Abendwind/Vent du Soir (2009)
- Penthesilea - Kameroperahuis Zwolle (2009) en Club Opera (2010-2011)
- Are you our daughter? - Kameropera Festival in Zwolle (2008-2009)
- TangoTürk - Neuköllner Oper Berlin
- Moonstruck into Toxication (2010)

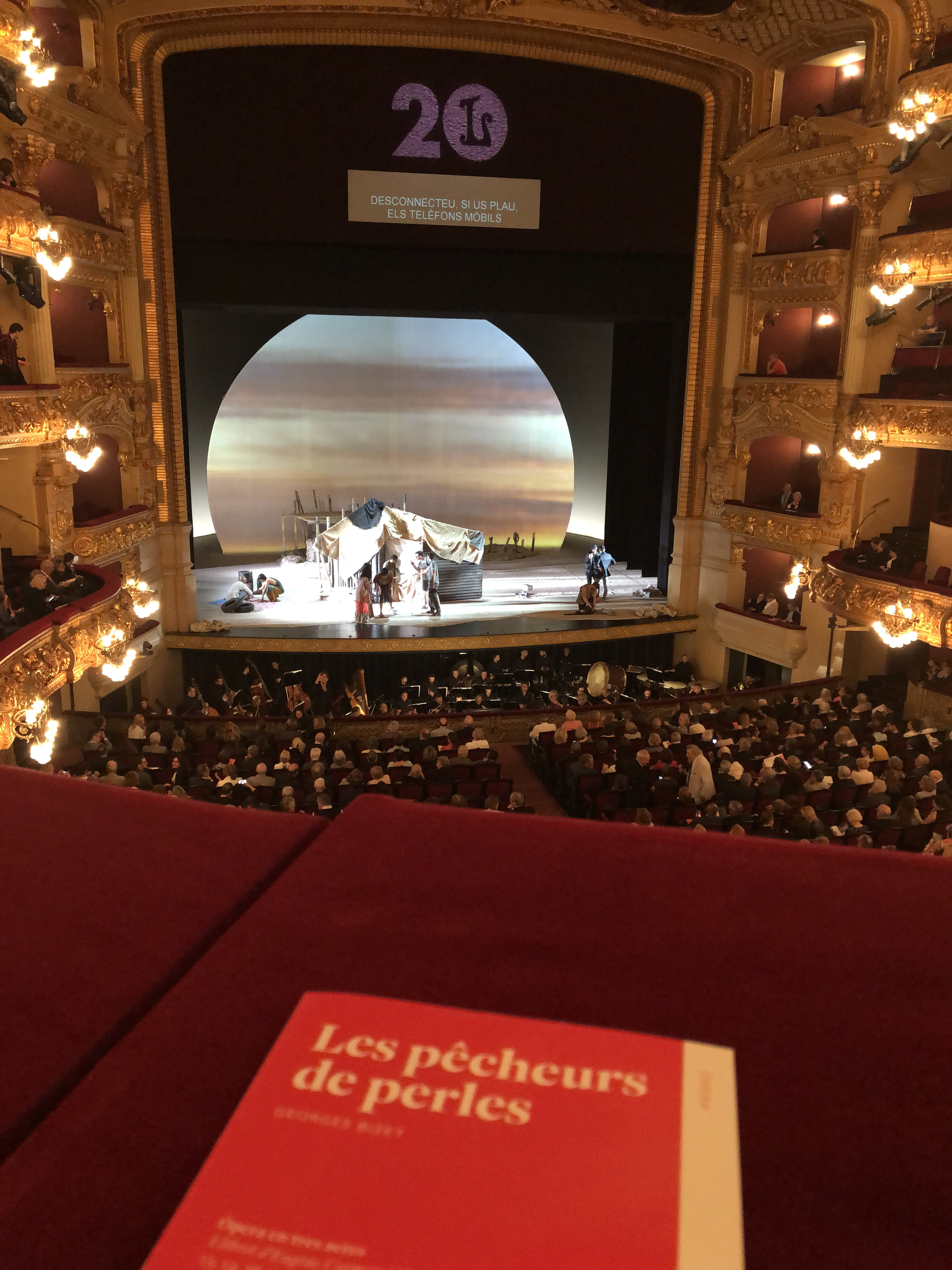
Les pêcheurs de perles in het Gran Teatre del Liceu in Barcelona, 2019

- Over de eenzaamheid en de stilte - Muziektheater De Helling (2011)
- Ringetje - Der Ring des Nibelungen voor kinderen - Muziektheater Amsterdam (2011)
- Ariadne op een eiland - Stichting De Beer & Co (2011)
- Aïda - Arabische prinses verdwaald op Koninginnedag - Muziektheater Amsterdam (2011)
- Příhody Lišky Bystroušky (Het sluwe vosje) - Opera Leipzig (1012)
- Waiting for Miss Monroe - De Nationale Opera (juni 2012)
- Rusalka - Aalto-Musiktheater Essen
- Les pêcheurs de perles - Theater an der Wien en Israeli Opera
- La Bohème - Operafront / Grachtenfestival (2012)
- Manon - Opera Zuid (2012)
- Così fan tutte - Operafront / Grachtenfestival (2014)
- Tristan und Isolde - Theater Regensburg (2014)
- Hänsel und Gretel - De Nationale Opera/ Holland Festival (2015)
- La Traviata Remixed - Nieuw Nederlands Operafront / Nationaal Jeugd Orkest / Grachtenfestival / Theater an der Wien- (2016)
- Mosè in Egitto - Bregenzer Festspiele (juli 2016)
- Die Zauberflöte - Wenen (2017)
- The New Prince - De Nationale Opera (maart 2017)
- Caliban - De Nationale Opera / Opera Forward (maart 2017)
- Il trittico - Bayerische Staatsoper (december 2017)
- Mosè in Egitto - Oper Köln en Bregenzer Festspiele (april 2018)
- Il tabarro - Münchner Opernfestspiele (juli 2018)
- Suor Angelica - Münchner Opernfestspiele (juli 2018)
- Gianni Schicchi - Münchner Opernfestspiele (juli 2018)
- Lulu - Oper Leipzig (juni, juli 2018)
- Il barbiere di Siviglia - De Nationale Opera (2018)

## Onderscheidingen
- 2009 Ton Lutz Award voor beste aankomende regisseur
- 2015: International Opera Award in de categorie 'Newcomer'
- 2016: Amsterdamprijs van het Amsterdams Fonds voor de Kunst, genomineerd in de categorie 'Bewezen Kwaliteit'
- 2016: Österreichischer Musiktheaterpreis, genomineerd in de categorie 'Beste Regie' voor Les pêcheurs de perles bij Theater an der Wien
- 2018: Distinguished Artist Award van de International Society for the Performing Arts (ISPA)
- 2020: International Opera Awards, genomineerd in de categorie 'Regie'